# Рифовая авдотка

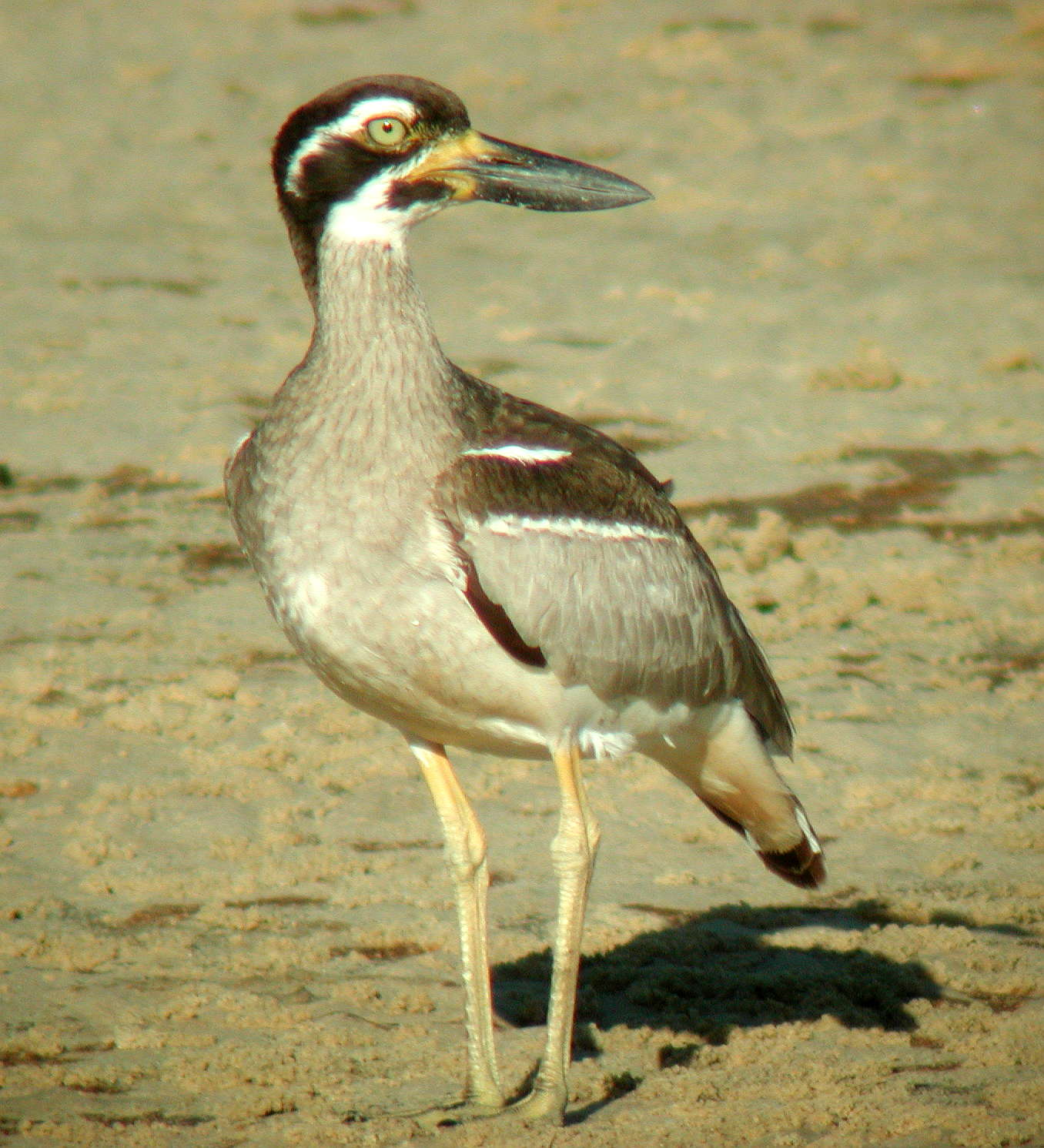

Рифовая авдо́тка (лат. Esacus magnirostris) — вид птиц из семейства авдотковых.

## Описание
Рифовая авдотка достигает длины 55 см. Тело вытянутое, грудь выступает вперёд. Шея длинная и тонкая. Крепкая, угловатая голова имеет сильный клюв в форме полумесяца. Ноги тонкие и длинные. На ногах три длинных и один короткий пальцы. От клюва над глазами тянется чёрная полоса вплоть до затылка. Между этими полосами оперение белое, также как на горле. На подбородке имеется маленькая чёрная полоска, с которым граничит длинное, бежевое пятно на передней стороне шеи. Перед птицы коричневого цвета, брюхо от белого до бежевого цвета. Оперение хвоста и кроющих крыльев имеют тёмную окраску, нижние перья серые. Над бедным крылом тянутся от запястья в 2 белые и темно-серое обрамляемые полосы. Вершина клюва чёрная, основание клюва и ноги окрашены в жёлтый цвет. Нижняя сторона крыльев белая.

## Распространение
Рифовая авдотка обитает на тропических пляжах, в манграх и на коралловых рифах. Она встречается на северном и восточном побережье Австралии, Новой Каледонии и на индонезийских островах, а также на Филиппинах.

## Образ жизни
Рифовая авдотка стоит в течение дня в тени или на мелководье. Ночью и на рассвете она ищет корм. Она шагает вдоль пляжа в поисках крабов, двустворчатых моллюсков, червей и других беспозвоночных. Особенно часто птицу можно встретить в манграх. При угрозе птица спасается бегством. Она летает редко и плохо. Гнездо представляет собой лунку на пляже рядом с топляком и морскими водорослями.

## Систематика
Современные орнитологи выделяют вид вместе с большой рифовой авдоткой (E. recurvirostris) в род Esacus, так как оба вида отчётливо выделяются своим сильными клювами, чёрно-белым рисунком лица и простым рисунком спины от всех других видов семейства авдотковых.